# Нова Месолакија
Нова Месолакија (грч. Νέα Μεσολακκιά, Неа Месолакија) је насељено место у општини Амфипољ у периферији Средишња Македонија, Грчка. Према попису из 2021. године било је 295 становника.
Насеље је подигнуто шездесетих година 20. века за мештане села Месолакија. На попису из 1971. године Нова Месолакија је имала 353 становника.